# Hiroshimaflickorna
Hiroshimaflickorna avser 25 japanska kvinnor som var i skolbarnsåldern när de blev allvarligt vanställda efter kärnvapenattacken mot Hiroshima på morgonen den 6 augusti 1945. De begav sig till USA år 1945 för att bli kirurgiskt rekonstruerade.
Keloidärr från deras brännskador fördärvade deras ansikten och många brännskador på händerna läkte till böjda kloliknande positioner. Dessa kvinnor och andra som påverkades av atombomben, kallades för hibakusha, som betyder "explosionspåverkade människor".